# Hôtel d'Ecquevilly
Hôtel d'Ecquevilly (též hôtel du Grand Veneur) je městský palác ze 17. století, který se nachází v Paříži v historické čtvrti Marais ve 3. obvodu na adrese 60, Rue de Turenne. Palác je od roku 1927 chráněn jako historická památka a slouží jako galerie moderního umění.

## Historie
Palác byl postaven v roce 1637. Jeho autorem je architekt Michel Villedo (1598–1667). V roce 1733 palác koupil Vincent Hennequin, markýz d’Ecquevilly, královský lovčí, zodpovědný za organizování lovů. Ten nechal na fronton nad portálem umístit kartuš, ve které se nachází jméno nového majitele paláce s datem přestavby (1734).

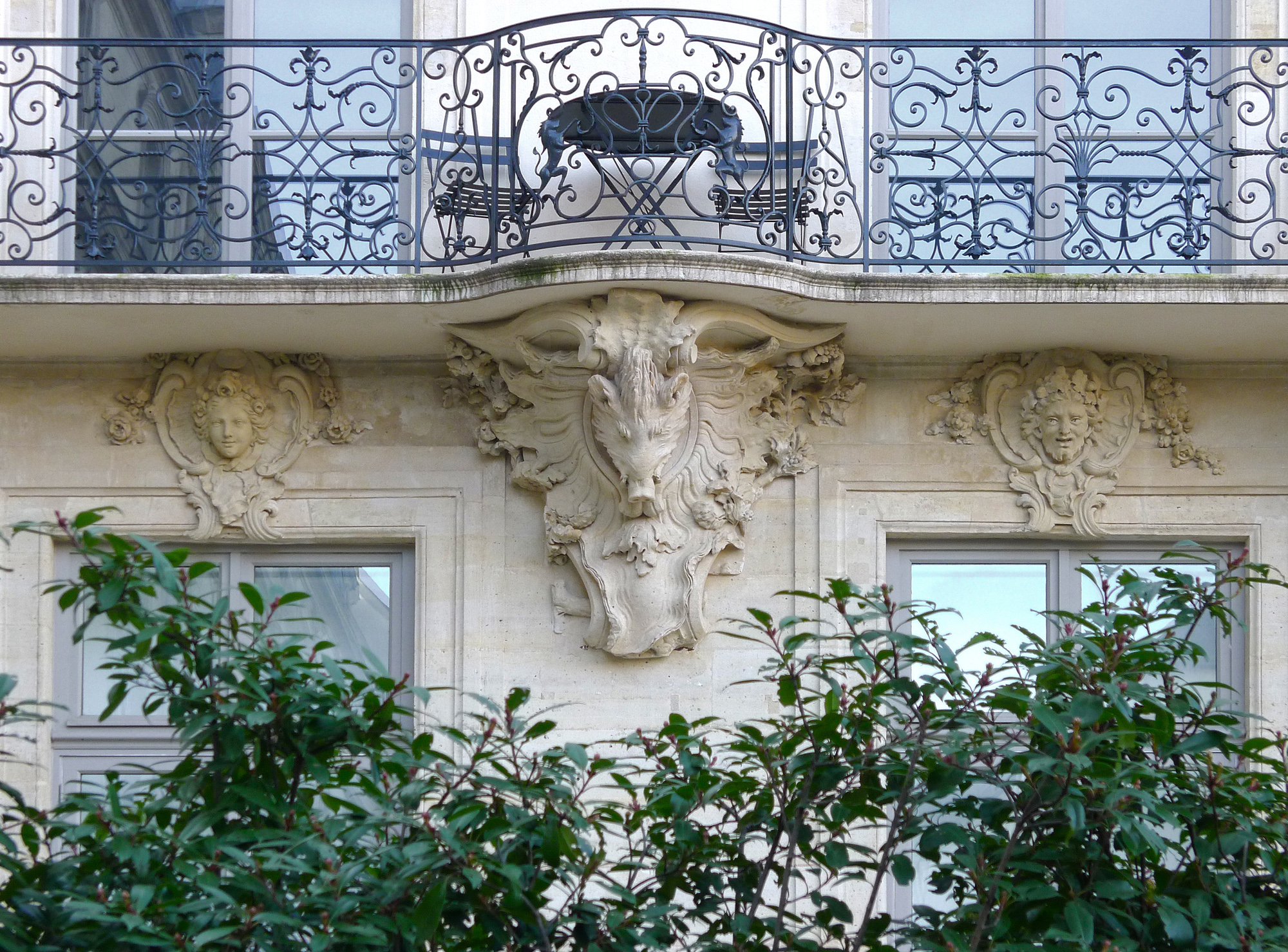
Detail balkónu

Palác byl během Francouzské revoluce zkonfiskován. V roce 1823 ho koupily františkánky svaté Alžběty, které zde sídlily až do roku 1901. Do konce roku 2007 palác využívala pro výstavní účely obchodní společnost Jacob Delafon vyrábějící sanitární techniku. Předtím byly všechny budovy centrálním obchodem a skladem akciové společnosti Magasins Réunis, kterou založil Jean-Baptiste Eugène Corbin (1867–1952).
V roce 2014 v paláci zřídil uměleckou galerii Emmanuel Perrotin. Budova je od 17. března 1927 zapsána na seznamu historických památek. Fasáda s basreliéfy inspirovanými lovem je vidět na Rue du Grand-Veneur.